# British Phonographic Industry
British Phonographic Industry (BPI) je britská nezisková organizace, reprezentující "zájmy" tzv. hudebního průmyslu. Byla založená roku 1973 a sídlí v Londýně. Hlavnou činností BPI je reprezentování producentů a údajně boj proti pirátství.
BPI je členem organizace IFPI, která údajně sdružuje a reprezentuje celosvětový hudební průmysl.

## Certifikace
| Formát      | Status  | Status  | Status  |
| Formát      | Stříbro | Zlato   | Platina |
| ----------- | ------- | ------- | ------- |
| Album       | 60,000  | 100,000 | 300,000 |
| Singl       | 200,000 | 400,000 | 600,000 |
| Hudební DVD | —       | 25,000  | 50,000  |